# Badanie statystyczne
Badanie statystyczne – zbieranie, gromadzenie i opracowywanie danych statystycznych oraz ogłaszanie i udostępnianie wyników dokonanych obliczeń, opracowań i analiz, w tym podstawowych wielkości i wskaźników.
Badanie może mieć charakter:
- pełny – badanie obejmuje całą populację
- częściowy – odbywa się na pewnych (zazwyczaj losowo) wybranych elementach populacji, czyli próbie losowej, zazwyczaj reprezentatywnej dla populacji.

Wydawać by się mogło, że badanie częściowe jako z założenia obarczone niepewnością, stosowane jest bardzo rzadko. Istnieją jednak czynniki, które przemawiają na korzyść tego właśnie rodzaju badania:
- populacja może być bardzo duża lub nieskończona, dostęp do jej wszystkich elementów może być bardzo trudny bądź niemożliwy – badania na próbie praktycznie stosuje się do populacji o dużej liczbie desygnatów.
- czas trwania badań
- koszt badań
- badanie może niszczyć badany obiekt, zbadanie całej populacji byłoby równoznaczne z jej zniszczeniem (np. kontrola jakości w fabryce konserw).

Sposobami doboru próby losowej zajmuje się metoda reprezentacyjna (w socjologii reprezentatywna). Problem uogólnienia wyników badania próby losowej na całą populację oraz popełnianych przy tym błędów to z kolei tematyka wnioskowania statystycznego.
Wnioskowanie statystyczne to dział statystyki zajmujący się problemami uogólniania wyników badania próby losowej na całą populację oraz szacowania błędów wynikających z takiego uogólnienia (patrz badanie statystyczne), czyli określania poziomu pewności orzekania.
Wyróżnia się dwie grupy metod uogólniania wyników, definiujące jednocześnie dwa działy wnioskowania statystycznego:
- Estymacja – szacowanie wartości nieznanych parametrów rozkładu na podstawie znanych wyników próby (może być stosowane jedynie w przypadku regularnych rozkładów parametrów cechy w populacji)
- Weryfikacja hipotez statystycznych – sprawdzanie poprawności przypuszczeń na temat rozkładu (dotyczy odrzucenia hipotezy ze względu na przekroczenie wartości wyniku względem założonego poziomu istotności, lub uznanie (zawsze tymczasowe do następnej weryfikacji) hipotezy).

Weryfikacja hipotez może przybliżać badacza do sformułowania prawa.